# Tihomil Rađa
Tihomil Rađa (Sinj, 2. ožujka 1928. − Sion, 19. ožujka 2002.) bio je hrvatski novinar, publicist, ekonomist, književni kritičar i političar.

## Mladost
Rodio se je u Sinju, u obitelji Ivana i Anđelke Rađe. Osnovnu školu i klasičnu gimnaziju pohađao je u rodnom gradu. 

## Politički progoni
Uspostavu NDH Tihomil je dočekao kao trinaestogodišnji učenik, pristupivši naivno i idealistički Ustaškoj mladeži. Komunisti su ga zbog toga kao šesnaestogodišnjaka uhitili 25.listopada 1944. i presudom Vojnog suda 20.dalmatinske divizije u Sinju, od 19.prosinca 1944. osudili na desetogodišnju zatvorsku kaznu s prisilnim radom, koja je kasnijen zbog opće amnestije, u kolovozu 1945., preinačena na kaznu strogog zatvora u trajanju od osam godina, koju je odslužio u KPD Lepoglava i Stara Gradiška, gdje je bio sadistički mučen.
U zatvoru je zbog teških uvjeta služenja kazne teško obolio, te je premješten u zatvorsku bolnicu u Zagrebu, te je nakon odsluženih sedam godina, dva mjeseca i trinaest dana pušten na slobodu, na koju je izašao sada već kao dvadesettrogodišnjak. Izlazi na ono što neki političari u Hrvatskoj i danas nazivaju slobodom, ali ona to nije bila, jer režim je Tihomila i na studiju prava kinjio gdje god je mogao, poglavito tijekom boravka u Sinju, gdje ga je stigma „reakcionara“ pratila na svakom koraku, kod nekih i donedavna. Stoga je pobjegao u Austriju. Dobivši mršavu stipendiju odlazi na studij u Švicarsku, gdje da bi preživio ipak mora kulučiti kao građevski radnik u alpskim visinama. Završio je studij političke ekonomije u Fribourgu, gdje je i doktorirao (tezom Les Critères des Investissements et l'Experience Yougoslave d'Apres-Guerre, 1965.), a dio toga odradio je i na glasovitoj londonskoj School of Economics.
Zbog sudjelovanja u hrvatskoj vojsci tijekom Drugog svjetskog rata, ali i rada i djelovanja u emigrantskim političkim organizacijama, bio je pod stalnim operativnim nadzorom UDB-e / SDS-a od izlaska iz zatvora početkom 1951. godine do demokratskih promjena u Hrvatskoj 1990. Tadašnje su ga represivne vlasti socijalističke Jugoslavije kvalificirale kao člana bivše građanske stranke koji je bio suradnik obavještajnog ili policijskog aparata NDH, talijanskih i njemačkih okupatora,  zatim zbog članstva u ustaškom pokretu (član u ustaškoj mladeži), članstva u ilegalnim neprijateljskim grupama u Jugoslaviji, da je pobjegao iz zemlje radi neprijateljskog djelovanja i organiziranih bjegova (zatražio politički azil), zatim zbog šovinizma, članstva u neprijateljskoj emigrantskoj organizaciji, te im je bio sumnjiv kao suradnik stranih obavještajnih službi i policija stranih država.

## Politička emigracija
Veći dio života proveo je kao politički emigrant u Švicarskoj. Doktorirao političke znanosti u Fribourgu. Ekonomist u Fédération Horlogère Suisse (1965. – 1993.). Pisao za Financial Times u Londonu i njemački Frankfurter Allgemeine Zeitung. Utemeljitelj londonske Nove Hrvatske, osnivač Poruke slobodne Hrvatske, glavni urednik Slobodnoga doma (1988. – 1990.). Surađivao je i u drugim listovima hrvatske političke emigracije poput Hrvatske revije. 
Obnašao je visoke dužnosti u HSS-u u inozemstvu i domovini, sudjelujući u demokratskim promjenama početkom 1990-ih. Nakon povratka u domovinu nastavio je s publicističkim radom kao kolumnist Nedjeljne Dalmacije i Vijenca. Pisao je priloge s područja ekonomije i politike te književne kritike i prikaze.
Uredio je ove kulturno-političke knjige, sabrane radove većinom s istoimenih simpozija:
- Hrvatski razgovori o slobodi (suurednik), Barcelona, 1972.

- Hrvatska seljačka stranka u službi hrvatskog naroda, Toronto, 1987.

- Radićeva politička baština i budućnost Hrvatske, Bruxelles, 1988.

- Hrvatska seljačka stranka, što je, što nudi, kome se obraća, (priredio s V.Orikinom), Bern, 1990.

## Povratak u domovinu
Nakon demokratskih promjena u Hrvatskoj i povratka u domovinu, u kolovozu 1990. doživljava razočaranje, jer je previše otvoreno govorio o problemima u društvu, što je kod predsjednika Tuđmana i kruga ljudi oko njega doživljeno kao neprijateljski čin, te je ubrzo posve marginaliziran. Uključio se kao obični član u rad udruge Hrvatskog društva političkih zatvorenika (HDPZ). 
Razočaran stanjem u Hrvatskoj, vratio se natrag u Švicarsku, gdje je i umro, 19. ožujka 2002.godine, u gradu Sionu (njem. Sitten).  

## Vanjske poveznice
- Rađa, Tihomil  Hrvatska enciklopedija
- Dr. Tihomil Rađa hrvati.ch